# The Butterfly Effect 3: Revelations
The Butterfly Effect 3: Revelations es una película de ciencia ficción estadounidense de 2009. Dirigida por Seth Grossman y es la tercera película de la franquicia El efecto mariposa.

## Argumento
Sam Reide (Chris Carmack) es testigo del asesinato de una mujer, entonces se despierta en una bañera llena de hielo, donde sus signos vitales están controlados por su hermana, Jenna (Rachel Miner). Sam puede viajar de nuevo a cualquier hora y lugar durante su vida (que ocupe el cuerpo de ese momento en su vida), necesitando solamente centrarse en dónde y cuándo quiere llegar. Él ha ayudado a la policía local en la captura de criminales bajo la apariencia de ser un psíquico. Sam paga el alquiler de su hermana y compra sus alimentos, ya que ella rara vez deja el apartamento y vive en la miseria.
Esa noche, Elizabeth (Sarah Habel), la hermana de la novia muerta de Sam, Rebecca (Mia Serafino), llega al apartamento de Sam. Ella cree que el hombre que está a punto de ser ejecutado por el asesinato de su hermana, Lonnie Flennonds (Richard Wilkinson), es inocente, y ella se ofrece a pagar a Sam para encontrar al verdadero asesino. Sam la rechaza, pero va a hablar con el hombre que le enseñó sobre viajes en el tiempo, Goldburg (Kevin Yon), quien le recuerda las reglas cardinales: él no puede cambiar su propio pasado personal, ni viajar en el tiempo con su cuerpo sin supervisión. Cuando Sam tenía 15 años, un incendio se cobró la vida de Jenna, pero el volvió al pasado y la salvó, con lo cual sus padres fallecieron en lugar de su hermana. 
Sam cambia de idea y se compromete a ayudar a Elizabeth. Trata de ayudar a Lonnie sin viajar en el tiempo, pero Lonnie le niega la ayuda, creyendo que Sam es el culpable. Frustrado, Sam viaja de nuevo a junio de 1998. Primero se encuentra con una ebria Elizabeth, diciéndole que se quede en su auto. Él va a la habitación de Rebecca para encontrarla ya muerta, mientras que allí, Elizabeth es atacada desde el asiento de atrás. Sam vuelve hasta el presente, donde se entera de que ya no posee un coche, está alquilando su cuarto a un compañero de habitación llamado Paco (Ulises Hernández), y ya no trabaja para la policía, habiendo sido un sospechoso descartado por el asesinato de Rebecca. En 1998 Lonnie había visto a Rebecca y a Sam hablando, y no se detiene esta vez, ya que no estaba en la escena del crimen. Sam visita a Goldburg, quien le sugiere que vuelva a la escena del asesinato y esta vez sólo observe. Sam también visita a Jenna, que está significativamente mejor y vive más limpia. Sin embargo, ella se niega a ayudarlo.
Él regresa al presente para encontrarse en el sofá de Jenna con ella yéndose a trabajar, recordándole que limpie después y que tenga la cena lista para ella. Sam vuelve a la fábrica de automóviles, donde la policía está al acecho para arrestarlo. Sam convence al Detective Glenn de ponerlo en libertad, diciéndole cómo su esposa (Andrea Foster) lo confundió con MC Hammer en su primer encuentro.
Luego, Sam regresa a su casa donde encuentra un racimo de flores con una nota de la cual termina deduciendo que Goldburg es el asesino. Al ver esto, Sam recoge unas bolsas de hielo y las mete en una bañera, desde donde viaja de vuelta a la fábrica de automóviles. Allí encuentra a Goldburg masacrado y corre por ayuda. Hasta que se encuentra con una trampa para osos, y aparece el asesino, Jenna. Ella confiesa que había matado a todas las mujeres ya que eran mala influencia para Sam. Después de decir esto, Jenna le confiesa su amor a Sam, este lo niega y viaja hacia el incendio de su casa, donde impide que Jenna salga de su habitación.
La película se cierra con Sam en su auto, en una nueva línea de tiempo en la que está casado con Elizabeth, con la que tienen una hija llamada Jenna. Ambos van a una fiesta de cumpleaños, donde se encuentran los padres vivos de Sam y un sano Goldburg. Mientras tanto, Jenna, la hija de Sam, coloca su muñeca en la parrilla y sonríe a medida que comienza a derretirse.

## Elenco
- Chris Carmack es Sam Reide.
- Rachel Miner es Jenna Reide.
- Melissa Jones es Vicky.
- Kevin Yon es Harry Goldburg.
- Lynch Travis es Detective Dan Glenn.
- Sarah Habel es Elizabeth Brown.
- Mia Serafino es Rebecca Brown.
- Hugh Maguire es Detective Jake Nicholas.
- Richard Wilkinson es Lonnie Flennons.
- Chantel Giacalone es Anita Barnes.
- Michael D. Ellison es novio de Anita.
- Ulysses Hernández es Paco.
- Linda Boston es Landlady.
- Michael Place es joven Sam.
- Catherine Towne es joven Jenna.
- Emily Sutton-Smith es madre en el parque.
- Dennis North es padre de Sam.
- Trevor Callaghan es hijo en el parque.
- Sonya Ayakian es Secretaria.
- Alexis Sturr es hija de Sam.
- Andrea Foster es esposa de Glenn.
- Daniel Spink es guardia de la prisión.